# Parafia św. Jana z Dukli w Bęczkowie
Parafia świętego Jana z Dukli w Bęczkowie – parafia rzymskokatolicka, znajdująca się w diecezji kieleckiej, w dekanacie masłowskim.